# Francisca Senhorinha da Motta Diniz
Francisca Senhorinha da Motta Diniz   (São João del-Rei, 1834 - Campanha, valor desconegut) fou una professora de Minas Gerais que tingué un paper important en la història de les lluites feministes al Brasil, com a fundadora del diari O Sexo Feminino, que lluitava per l'educació femenina, alertant les dones que l'enemic amb què lluitaven era la ignorància femenina, defensada per la ciència "dels homes". Aquesta publicació la secundaven les seues dues filles: Albertina i Elisa Diniz, i altres militants.
Era filla de Gertrudes Alves de Mello, i d'Eduardo Gonçalves da Motta Ramos. Es casà amb l'advocat José Joaquim da Silva Diniz, que era propietari del diari O Monarchista.
En els seus escrits, atacava la ignorància en els seus drets, que feia a les dones esclaves. Defensava que les solucions dels problemes brasilers depenien exclusivament de les dones i de la seva participació en la societat.
Defensava, però, algunes velles idees, com ara les esferes separades sobre les activitats d'homes i dones. A més, defensava la idea que les dones eren millors científiques perquè tenien més paciència per als estudis.
O Monarchista fou el primer periòdic a advocar pel sufragi femení; i amb la proclamació de la República, el 15 de novembre del 1889, el vot es concedí a tots els homes alfabetitzats; i ella, com a protesta per l'exclusió de les dones, anomenà el diari O Quinze de Novembro do Sexo Feminino, col·laborant amb una columna per a la discussió sobre el sufragi universal efectiu.
Com a professora, formà la primera promoció de professores de l'Escola Normal de Campanha da Princesa.